# Agneta Nilsson (politiker)
Gunnel Agneta Nilsson, född 14 december 1956 i Torrlösa församling i Malmöhus län, är en svensk politiker (socialdemokrat). Hon var riksdagsledamot (tjänstgörande ersättare) under perioden 14 oktober–13 november 2023 för Skåne läns västra valkrets.
Nilsson kandiderade i riksdagsvalet 2022 och blev ersättare. Hon tjänstgjorde som ersättare för Ola Möller 14 oktober–13 november 2023.
I riksdagen var Nilsson extra suppleant i socialförsäkringsutskottet.